# チョン・ミンヒ
チョン・ミンヒ（1975年10月22日 - ）は、韓国の女性でファンタジー作家。日本ではオンラインゲーム「テイルズウィーバー」の原作小説『ルーンの子供たち』の作者として知られる。日本語訳され日本で出版された上記作品では、ジョン・ミンヒと表記されている。

## 略歴
1975年10月22日にソウルで生まれる。建国大学校で政治外交学科を卒業。1998年、韓国民族芸術人総連合に研究員として働く。1999年、パソコン通信「ナウヌリ（nownuri）」に連載した『歳月の石』でデビュー。2006年〜現在、XLGAMES開発顧問。2012年、中国テンセント（Tencent）文学首席顧問。

## 影響を受けた作者
：2013年7月11日の4Gamerの水野良との対談で水野と以下の作家に影響を受けたと言った。
- 水野良-「ロードス島戦記」
- ミヒャエル・エンデ-「モモ」「はてしない物語」
- ホルヘ・ルイス・ボルヘス-「伝奇集」「砂の本」

## 作品

### アルンド年代記
：アルンド年代記は3部から書かれ始めた。2012年5月現在、アルンド年代記は1部、2部、2.5部、3部、4部までの出版が確定されている。
歳月の石はアルンド年代記の第3篇にあたる。
- 歳月の石 1（2004年12月 / 朝鮮語 /ISBN 8990886333）
- 歳月の石 2（2004年12月 / 朝鮮語 /ISBN 8990886341）
- 歳月の石 3（1999年11月 / 朝鮮語 /ISBN 899088635X）
- 歳月の石 4（1999年11月 / 朝鮮語 /ISBN 898447004X）
- 歳月の石 5（1999年12月 / 朝鮮語 /ISBN 8984470058）
- 歳月の石 6（1999年12月 / 朝鮮語 /ISBN 8984470066）
- 歳月の石 7（1999年12月 / 朝鮮語 /ISBN 8984470074）
- 歳月の石 8（2000年1月 / 朝鮮語 /ISBN 8984470082）
- 歳月の石 9（2000年1月 / 朝鮮語 /ISBN 8984470090）
- 歳月の石 10（2000年2月 / 朝鮮語 /ISBN 8984470104）

：アルンド年代記の第一篇にあたる。出版社の表紙イラスト著作権侵害の余波で連載を中断、2009年から改訂版を出版開始。
- 太陽の塔 1 （2009年12月 / 朝鮮語 /ISBN 8959521965）
- 太陽の塔 2 （2009年12月 / 朝鮮語 /ISBN 8959521973）
- 太陽の塔 3 （2010年3月 / 朝鮮語 /ISBN 895952199X）
- 太陽の塔 4 （2010年7月 / 朝鮮語 /ISBN 8959522090）
- 太陽の塔 4 （2012年5月 / 朝鮮語 /ISBN 8959522562）

### ルーンの子供たち
ルーンの子供たちの第一編の『冬の剣』はボリス・ジンネマンを主人公にした成長小説。第二編の『DEMONIC』はジョシュア・フォン・アルニムを主人公にし、悪魔のような能力を持っている天才に関する小説。オンラインゲーム『テイルズウィーバー』の原作本にあたる。今後第3篇がでる予定。
2013年5月、ネクソン「テイルズウィーバーファン感謝祭2013」でエピソード3のテーマとなる「原作への復帰」計画を発表。
- ルーンの子供たち 冬の剣（全7巻）

日本では宙出版から翻訳出版されている。（翻訳：酒井君二、全3巻）
- ルーンの子供たち1 冬の剣 （2006年1月 / 宙出版 /ISBN 4776792370）
- ルーンの子供たち2 冬の剣 消えることのない血 （2006年3月 /宙出版/ISBN 4776792389）
- ルーンの子供たち3 冬の剣 夜明けを選べ（2006年4月 /宙出版/ISBN 4776792532）

- ルーンの子供たち DEMONIC（全8巻）

日本では宙出版から翻訳出版されている。（翻訳：酒井君二、全5巻）
- ルーンの子供たち DEMONIC 1（2007年8月 / 宙出版 /ISBN 477679375X）
- ルーンの子供たち DEMONIC 2（2007年10月 / 宙出版 /ISBN 4776793881）
- ルーンの子供たち DEMONIC 3（2007年11月 / 宙出版 /ISBN 4776794020）
- ルーンの子供たち DEMONIC 4（2008年1月 / 宙出版 /ISBN 4776794535）
- ルーンの子供たち DEMONIC 5（2008年3月 / 宙出版 /ISBN 4776794624）

### ArcheAge もみの木と鷹
オンラインゲームArcheAgeの原作小説。中国と韓国で出版されている。
ArcheAgeは、韓国ではリネージュの父として知られるXLGAMESのCEO，Jake Songが手がけたMMORPG。
ロードス島戦記の水野良は2013年6月10日の『アーキエイジ』プレスカンファレンスのジョン・ミンヒとのトークセッションで、『アーキエイジもみの木と鷹』の推薦コメントを書く予定と発表
- ArcheAge もみの木と鷹シリーズ（翻訳：田端かや、全5巻）

日本ではゲームオンから翻訳出版されている。
- もみの木と鷹1-女神の幼い娘（上）（2013年6月14日発売 / ゲームオン /）
- もみの木と鷹2-女神の幼い娘（下）（2013年6月14日発売 / ゲームオン /）
- もみの木と鷹3-雪の鳥　　　　　　（2013年6月28日発売 / ゲームオン /）
- もみの木と鷹4-裸足と徒手の夜明け（上）（2013年7月発売予定 / ゲームオン /）
- もみの木と鷹5-裸足と徒手の夜明け（下）（2013年7月発売予定 / ゲームオン /）

海外出版情報
- もみの木と鷹（2011年7月 / 朝鮮語 /ISBN 8959522368）
- 相続者達（上）（2012年12月 / 朝鮮語 /ISBN 8959522724）